# 3월 25일
3월 25일은 그레고리력으로 84번째(윤년일 경우 85번째) 날에 해당한다.

## 사건
- 708년 - 콘스탄티노, 제88대 교황으로 즉위.
- 1306년 - 로버트 1세가 스코틀랜드의 왕위에 오르다.
- 1911년 - 트라이앵글 셔츠웨이스트 공장 화재 발생.
- 1957년 - 서독·네덜란드·룩셈부르크·이탈리아·프랑스·벨기에가 유럽 경제 공동체를 설립하자는 로마 조약에 서명하다.
- 2002년 - 아프가니스탄 북부 강진. 최소 2000명 사망.
- 2003년 - 미국 LA법원, 스팸메일에 첫 실형 선고.

## 문화
- 1665년 - 크리스티안 하위헌스가 토성의 가장 큰 위성인 타이탄을 발견하다.
- 1926년 - 일제강점기, 경성도서관이 경성부에 매각되었다.
- 1946년
  - 영국 런던, 히스로 공항 개항.
  - 한국 해방 직후, 여운형의 주도로 서울 동대문운동장에서 마지막 경성평양친선전을 개최한다. 이 경기는 마지막 경평대항축구전이기도 하다.
- 2005년
  - 2005년 일본 국제 박람회가 개막되다.
  - 한국방송공사에서 2TV가 꼬꼬마 텔레토비의 방송을 마쳤다.
- 2009년 - 이미자, 가수 최초로 은관문화훈장 수상.
- 2021년 - 누리호 1단 연소 시험이 성공했다.
- 2022년 - 허구연 MBC 해설위원이 서면 표결로 열린 구단주 총회에서 만장일치로 야구인 출신 첫 KBO 총재로 선출되었다.
- 2024년 - KBS 해피FM의 빛나는 트로트가 첫방송을 시작했다.

## 탄생
- 1748년 - 프랑스의 성지 순례자, 프란치스코회 제3회원이며 로마 가톨릭교회의 성인 베네딕토 요셉 라브르. (~1783년)
- 1864년 - 대한민국의 독립운동가 이승훈. (~1930년)
- 1874년 - 대한제국의 마지막 황제 순종. (~1926년)
- 1881년 - 헝가리의 작곡가, 피아니스트 버르토크 벨러. (~1945년)
- 1904년 - 독일의 형법학자이자 법철학자 한스 벨첼. (~1977년)
- 1905년 - 독일의 장교, 저항 운동가 알브레히트 메르츠 폰 크비른하임. (~1944년)
- 1908년 - 영국의 영화 감독 데이비드 린. (~1991년)
- 1910년 - 대한민국의 법조 출신 정치인 정진동. (~1999년)
- 1911년 - 미국의 사업가, 범죄자 잭 루비. (~1967년)
- 1913년 - 대한민국의 정치인 송방용. (~2011년)
- 1914년 - 미국의 노벨상 수상자 노먼 볼로그. (~2009년)
- 1921년 - 프랑스의 배우 시몬 시뇨레. (~1985년)
- 1922년 - 대한민국의 정치인 박영록. (~2019년)
- 1923년 - 대한민국의 역사학자 박병선. (~2011년)
- 1924년 - 일본의 배우 쿄 마치코. (~2019년)
- 1928년 - 미국의 우주비행사 짐 러벨. (~2025년)
- 1936년 - 독일의 육상 선수 카를 카우프만. (~2008년)
- 1939년
  - 대한민국의 경제관료, 교육자, 정치인 이진설. (~2019년)
  - 대한민국의 정치인 김혁규. (~2025년)
- 1942년 - 미국의 가수 아레사 프랭클린. (~2018년)
- 1947년 - 영국의 가수 엘튼 존.
- 1948년 - 대한민국의 교육인 이기우.
- 1951년 - 대한민국의 정치학자 문정인.
- 1955년
  - 대한민국의 배우 예수정.
  - 캐나다의 가수 존 맥더멋.
- 1957년 - 대한민국의 화가 류영신.
- 1958년
  - 대한민국의 공무원 신제윤.
  - 미국의 기업인 에이미 파스칼.
  - 미국의 정치인 존 엔사인.
- 1959년 - 대한민국의 가수 최성수.
- 1961년
  - 대한민국의 배우 홍학표.
  - 대한민국의 전 축구 선수, 축구 감독 윤덕여.
- 1963년 - 대한민국의 가수 이애란.
- 1965년 - 미국의 배우 사라 제시카 파커.
- 1966년
  - 대한민국의 정치인 이병도.
  - 대한민국의 정치인 김윤식.
  - 일본의 성우 요시다 사유리.
- 1970년 - 대한민국의 배우 오현경.
- 1971년 - 미국의 농구 선수 셰릴 스우프스.
- 1973년 - 대한민국의 축구 선수 김도형.
- 1974년 - 러시아의 배우 크세니야 라포포르트.
- 1975년 - 대한민국의 정치인 김형동.
- 1976년
  - 대한민국의 배우 차태현.
  - 대한민국의 가수 백지영.
- 1977년
  - 대한민국의 정치인 김해영.
  - 베네수엘라의 배우 에드가르 라미레스.
- 1979년
  - 미국의 배우 리 페이스.
  - 대한민국의 농구 선수 이동준.
- 1980년 - 대한민국의 전 배우, 기업가 김기웅.
- 1981년
  - 대한민국의 가수 손수아 (펄스데이).
  - 대한민국의 야구 선수 김주찬.
  - 일본의 배우 성우 겸 가수 아베 아츠시.
- 1982년
  - 미국의 희극인, 배우 제니 슬레이트.
  - 대한민국의 씨름 선수 박영배. (~2013년)
- 1983년
  - 대한민국의 배우 강경준.
  - 중화인민공화국의 레슬링 선수 성장.
- 1984년
  - 일본의 성우 이토 미카.
  - 미국의 가수, 배우 캐서린 맥피.
- 1985년
  - 대한민국의 배우 이다인.
  - 미국의 래퍼 매드클라운.
- 1986년 - 오스트레일리아의 전 축구 선수 에이드리언 레이어.
- 1987년
  - 대한민국의 야구 선수 류현진 (한화 이글스).
  - 대한민국의 배우 강기둥.
  - 일본의 피겨 스케이팅 선수 오다 노부나리.
- 1988년 - 미국의 래퍼 빅 숀.
- 1989년
  - 대한민국의 스케이트 선수 조수훈.
  - 대한민국의 미스코리아 김성실.
  - 대한민국의 전 축구 선수 정선호.
- 1990년 - 대한민국의 축구 선수 박한빈.
- 1991년 - 대한민국의 가수 코코.
- 1992년
  - 일본의 가수 Machico.
  - 대한민국의 야구 선수 이성곤.
  - 일본의 축구 선수 야마모토 다이키.
- 1993년 - 일본의 아이돌 미야다테 료타.
- 1994년
  - 대한민국의 가수 이레 (마스크).
  - 대한민국의 여자 모델 겸 디자이너 손수아 (수지 손).
  - 대한민국의 아나운서 조은정.
  - 대한민국의 유도 선수 안바울.
  - 대한민국의 전 축구 선수 안지현.
- 1995년 - 대한민국의 가수 임연.
- 1996년 - 대한민국의 가수 다람.
- 1997년
  - 대한민국의 가수 카인 (아르곤).
  - 대한민국의 전직 리그 오브 레전드 프로게이머 피카부.
- 1998년
  - 대한민국의 배우 유인수.
  - 대한민국의 축구 선수 김승우.
  - 미국의 배우 라이언 심프킨스.
- 1999년
  - 미국의 배우 마이키 매디슨.
  - 대한민국의 배우 진지희.
  - 중국의 배우, 모델 쑹웨이룽.
- 2000년
  - 대한민국의 축구 선수 김태환.
  - 튀르키예의 축구 선수 오잔 카바크.
  - 잉글랜드의 축구 선수 제이든 산초.
  - 미국의 육상 선수 셔캐리 리처드슨.
- 2001년 - 대한민국의 가수 은호.
- 2002년
  - 대한민국의 배우 김현지.
  - 스페인의 축구 선수 하비 로페스.
- 2004년
  - 대한민국의 축구 선수 김현서.
  - 대한민국의 리그 오브 레전드 프로게이머 준민.
- 2005년 - 대한민국의 야구 선수 류현준.
- 2007년 - 미국의 배우 케일리 플레밍.
- 2020년 - 룩셈부르크의 대공세손 룩셈부르크 공자 샤를.

### 미상
- 대한민국의 가수 Hayoung.

## 사망
- 940년 -  헤이안 시대 중기의 호족 다이라노 마사카도. (?~)
- 1005년 - 알바 왕국의 왕 키나드 3세 막 두브. (966년~)
- 1351년 - 남북조 시대의 활약한 무장 고노 모로나오. (?~)
- 1392년 - 무로마치 시대 초기의 무장 호소카와 요리유키. (1329년~)
- 1908년 - 미국의 친일 정치인, 외교관 더럼 스티븐스. (1851년~)
- 1914년 - 프랑스의 시인, 오크어 부활 운동가 프레데리크 미스트랄. (1830년~)
- 1918년 - 프랑스의 작곡가 클로드 드뷔시. (1862년~)
- 1949년 - 독일 황제 아우구스트 빌헬름 폰 프로이센 왕자. (1887년~)
- 1951년
  - 미국의 영화 감독 및 영화 작가 오스카 미쇼. (1884년~)
  - 미국의 야구인 에디 콜린스. (1887년~)
- 2005년 - 대한민국의 기자 정상원. (1970년~)
- 2009년 - 일본의 체조 선수 엔도 유키오. (1937년~)
- 2017년 - 대한민국의 소설가 허근욱. (1930년~)
- 2018년 - 대한민국의 가수 민우. (1985년~)
- 2020년 - 미국의 영화배우 마크 블럼. (1950년~)
- 2021년
  - 프랑스의 영화감독 베르트랑 타베르니에. (1941년~)
  - 미국의 소설가 베벌리 클리어리. (1916년~)
- 2022년
  - 대한민국의 프로듀서, 방송인 윤흥식. (1950년~)
  - 대한민국의 국어학자 박용수. (1934년~)
  - 미국의 음악가, 드럼연주자 테일러 호킨스. (1972년~)
- 2024년
  - 대한민국의 교수 지규만. (1943년~)
  - 독일의 영화배우 프리츠 웨퍼. (1941년~)
- 2025년
  - 대한민국의 정치인 김혁규. (1939년~)
  - 대한민국의 정치인 정구용. (1943년~)
  - 대한민국의 기업인 한종희. (1962년~)
  - 일본의 영화감독 시노다 마사히로. (1931년~)

## 기념일
- 그리스: 독립기념일
- 벨라루스: 자유의 날
- 주님 탄생 예고 대축일: 로마 가톨릭교회

## 같이 보기
- 전날: 3월 24일 다음날: 3월 26일 - 전달: 2월 25일 다음달: 4월 25일
- 음력: 3월 25일
- 모두 보기